# 해리의 소동
《해리의 소동》(영어: The Trouble with Harry)은 1955년 개봉한 미국의 블랙 코미디 영화이다. 알프레드 히치콕이 감독을 맡았으며, 잭 트레버 스토리의 동명 소설이 영화의 원작이다. 히치콕의 몇 안되는 순수 코미디 작품 중 하나이다. 

## 줄거리
버몬트주 하이워터의 작은 마을에 사는 기발하지만 현실적인 주민들은 마을 위 언덕에 불현듯 나타난 해리 워프의 신선한 시체를 마주하게 된다. 이 사람이 누구인지, 그의 갑작스런 죽음의 책임이 누구에게 있는지, 그리고 시체를 어떻게 처리해야 할지는 "해리의 소동"이다.
와일즈 대위는 사냥 중에 자신의 소총에서 벗어난 탄환으로 그 남자를 죽였다고 확신했지만, 그가 실제로 쏜 것은 토끼임이 밝혀진다. 해리의 별거 중인 아내 제니퍼 로저스는 우유병으로 해리를 강하게 때려 죽였다고 믿는다. 그레이블리 양은 제니퍼의 손에 맞은 충격으로 비틀거리던 남자가 덤불에서 자신에게 달려들다 하이킹 부츠의 발뒤꿈치에 맞고 죽었다고 확신한다. 매력적이고 비순응적인 예술가 샘 말로우는 이 모든 사건에 대해 열린 마음을 가지고 있으며, 이웃과 새로 사귄 친구들을 어떤 방식으로든 도울 준비가 되어 있다. 어쨌든 아무도 해리의 죽음에 대해 전혀 슬퍼하지 않는다.
그러나 그들 모두는 시체가 체포당 한 건 당 수입을 얻는 차갑고 유머 없는 캘빈 위그스 부보안관의 눈에 띄지 않기를 바란다. 대위, 제니퍼, 그레이블리 양, 그리고 샘은 시체를 묻고 하루 종일 여러 번 다시 파낸다. 그리고 나서 시체가 처음 나타난 언덕에 다시 놓기 전에 욕조에 숨겨서 마치 방금 발견된 것처럼 보이게 한다.
마침내 해리가 자연사했으며, 어떤 범죄도 관련되지 않았음이 밝혀진다. 그동안 샘과 제니퍼는 사랑에 빠져 결혼하기를 원하고, 대위와 그레이블리 양도 연인이 된다. 샘은 지나가던 백만장자에게 자신의 모든 그림을 팔았지만, 샘은 돈을 거절하고 대신 친구들과 자신을 위해 몇 가지 소박한 선물을 요청한다.

## 출연
- 에드먼드 그웬 - 앨버트 와일스 서장
- 존 포사이스 - 샘 말로
- 셜리 매클레인 - 제니퍼 로저스
- 밀드레드 내트윅 - 아이비 그레이블리
- 밀드레드 더넉 - 위그스 부인
- 제리 매더스 - 아니 로저스
- 로얄 다노 - 캘빈 위그스 보안관보
- 파커 피넬리 - 백만장자
- 배리 매콜럼 - 트램프
- 드와이트 마필드 - 그린보 의사
- 필립 트루엑스 - 해리 워프

## 기타
- 미술: 존 B. 굿맨
- 미술: 에밀 쿠리
- 미술: 헐 페레이라
- 의상: 에디스 헤드